# 湯浅洋 (医師)
湯浅 洋（ゆあさ よう、1926年〈大正15年〉7月10日 - 2016年〈平成28年〉9月7日）は、日本の形成外科医で京都府出身。ハンセン病対策の第一人者として知られ、関連する国際機関の委員や長を歴任する。2002年にハンセン病制圧の貢献者へ贈られるダミアン・ダットン賞を受賞する。
結核で療養した経験から医師を志し、岡山愛生園で出会ったハンセン病患者らと交流を重ね、国際ハンセン病学会で事務局職員として活動し、ハンセン病医療に生涯を費やす。
イギリスで医学を修め、ザ・レプラシー・ミッションに従事する。笹川記念保健協力財団の要請で日本へ帰国し、財団で医療部長、常任理事、顧問を歴任する。同時期に国際ハンセン病学会会長など関連する国際機関の重責も複数務め、ハンセン病対策医療に尽力した。
WHOが標準療法に採択して推進する多剤併用療法 (MDT, Multi-drug Therapy) の普及に大きく貢献し、同療法で用いる3剤ブリスターパックを考案した。WHOによるハンセン病の「制圧目標」を発案した。

## 来歴

### 誕生から大学卒業
1926年（大正15年）7月10日に湯浅八郎と湯浅清子の息子として京都府で生まれ、京都府の小学校で学ぶ。1939年に東京府へ転居して自由学園男子部中等科・高等科で学び、隣駅近傍に所在したハンセン病療養所多磨全生園の存在を知る。
第二次世界大戦に加えて自身は結核を患い、就学を中断する。1945年3月9日から群馬県の結核療養施設榛名荘で長期療養中、8月に終戦となる。施設療養中に、「健康すぎる」医師や看護師らが患者の心情に理解を欠いて応対する様子に接し、「患者の気持ちがわかる結核の医者になりたい」と考え、医師を志す契機となる。
1947年に榛名荘の仲間らと岡山所在の国立ハンセン病療養所愛生園を訪問し、初代園長光田健輔から園内を案内される。患者で自助会長を務める鈴木重雄（園名：田中文雄）と出会い、文通や会合を重ねて親交を深める。
戦後にアメリカのアマースト大学へ留学するが、1953年に卒業の1か月前で結核が再発して日本へ帰国する。身体の状態を勘案して医師を諦め、国際基督教大学 (ICU) の第1期生として入学して心理学を学び、1957年に卒業する。1956年にアマースト大学から、ICUで取得した単位が追認され、1953年卒業として学位を授かる。大学卒業後はアメリカへ留学して博士課程進学を予定していた。

### ハンセン病医学
1956年に愛生園の鈴木重雄から、園内の岡山県立邑久高等学校新良田教室で高校生らに英語を教えないか、と打診され、1957年5月頃から教室の高校3年生ら12名に英語を指導する。
岡山で英語指導を始めると直ぐに藤楓協会から招聘され、1958年に東京で開催した第7回国際ハンセン病学会で、協会職員として準備業務、通訳、学会と日本事務局の連絡や調整、などに従事した。学会終了後に協会の浜野規矩雄会長から学会議事録の作成を依頼され、約1年で536ページの英語議事録を完成させる。この過程で各国のハンセン病の第一人者らと関わり、自身もハンセン病の理解や関心が高まり、学会長や事務局長らから「ハンセン病の仕事を続けていかないか」と勧められたことを契機に、再び医学を志す。
インドでハンセン病治療に4か月間参加し、罹患して身体に障害を負った患者らを診て、形成外科医を志す。1966年にイギリスのエディンバラ大学医学部を卒業し、1971年にリヴァプール大学熱帯医学コースを修了する。
34歳で医師になり、イギリスに本部を置く国際組織ザ・レプラシー・ミッション (TLM) で支援活動に従事する。1972年から約1年間香港のTLMの病院でハンセン病医療を学んでネパールへ赴任し、1973年からカトマンズ郊外のアナンダバンハンセン病院で勤務し、1974年から院長を務める。
当時ネパールの病院は、世界で用いられるハンセン病治療薬のダプソンが入手不可能であった。湯浅は日本で1974年に創立直後の笹川記念保健協力財団に協力を求め、ダプソン糖衣錠の供給を確保した。財団設立メンバーの日野原重明、石館守三、紀伊國献三、事務局長の鶴崎澄則は、旧知の仲であった。
財団が設立後最初の事業として計画した東南アジアのハンセン病対策国際会議で、財団から招聘された湯浅はネパール代表として出席し、日本の出席者に「あのネパール人はどうして日本語が上手なのか」と話題になる。

### 日本帰国と国際機関での活動
笹川記念保健協力財団は当時医療面で活動できる医療部長の人材を求めており、これを湯浅に打診した。湯浅は各所に相談し、ロンドンのハンセン病研究センターで所長を務めていたスタンレー・ブラウンの「カトマンズにいるよりも、東京へ行った方が、国際的な仕事ができる」との助言もあって財団入りの心を固め、1975年12月に同財団医療部長に就任した。湯浅が財団に入った当時、世界のハンセン病の症例は600万件以上記録されており、120か国で風土病となっていた。
元財団常務理事の山口和子は、湯浅が帰国し財団医療部長となってから常任理事を経て退くまでの30年間を「『ハンセン病を制圧しよう！』という世界の保健衛生分野で前例のないチャンス『A Window of Opportunity』」であったと表現している。
この期間、湯浅は財団職員として従事しながら、複数の国際機関でもポストを得てハンセン病対策活動に取り組んだ。まず1978年から1992年まで国際ハンセン病団体連合（ILEP）医療専門委員を務める。国際ハンセン病学会（ILA）では通算15年に渡って要職に就いており、始め1988年より事務局長を務め、1993年の第14回（オーランド）から2002年の第16回（サルバドール）までの2期は学会長を務めている。1994年から2002年までWHOのハンセン病制圧対策会議で議長を務めた。
事務局長時代、1988年の第13回国際ハンセン病学会（ハーグ）では、初めてハンセン病患者当事者が科学セッションで発表する機会が持たれた。これは同学会にとって革新的な出来事であり、湯浅が国際ハンセン病団体連合のメンバー団体に呼びかけて実現したものであった。
湯浅によれば国際ハンセン病学会学会長のポストは「名誉職のようなもので、就任演説と5年後の退任挨拶だけが仕事というような感じ」であったが、自身は「ワーキング・プレジデントになりたかった」としてさまざまな事業を始めた。学会誌とは異なり学術論文的でない内容も扱う雑誌『ILAフォーラム』の創刊、アジア・アフリカ・アメリカなどの地域別の問題を扱う地域会議の立ち上げ、ハンセン病史や療養所の資料などを収集しデータベース化する「グローバル・ヒストリー・プロジェクト」の立ち上げなどを在職9年の期間中に行なっている。

### MDTの普及活動とハンセン病制圧
ハンセン病の多剤併用療法 (MDT, Multi-drug Therapy)とは、3種の抗菌薬（ジアフェニルスルホン (DDS)、リファンピシン (RFP)、クロファジミン (CLF)）を内服することでハンセン病の治癒を目指す療法である。
笹川記念保健協力財団に入った湯浅は、ダプソン耐性菌の出現への懸念から、バンコクとマニラでの化学療法に関する国際ワークショプ開催、タイ、フィリピン、韓国でのMDTの研究会の立ち上げといった研究活動に参加した。当初MDTはあくまで薬剤耐性菌の出現を防ぐ手段として考えられていたが、実際に使ってみると、MDTにより「完全に菌を殺せる」という知見が得られた。そこで湯浅はMDTの普及活動を始めることとした。
1981年、ジュネーヴで開催されたWHOの専門家会議でMDTが採択され、翌1982年の報告書でハンセン病の標準的な療法として公表された。MDTは以後の20年間でハンセン病の制圧に多大な成果をあげた。
湯浅は「特別な専門病院だけで診断・治療が受けられるというのではなく、最も患者さんに近い地域の保健所で治療が受けられるようになって初めてハンセン病対策は成功する」と考え、「すべての村のすべての患者にハンセン病の診断と治療を届ける」ことを推進した。これにはMDTの薬を服用しやすいように改善することが必要であった。
WHOの標準的なMDT治療では、4週間分の薬剤が日付ごとに格納されたブリスターパックで薬が供給される。このブリスターパックを考案したのは湯浅である。1982年にWHOからベトナムとフィリピンでのMDT実施の可能性を探るよう依頼を受け、湯浅が「カレンダー付きのブリスターパック」を提言しフィリピンの現場で最初に使われた。このパックは患者にとって使いやすく、同時に3つの薬剤の輸送や保管における課題を解決するものでもあった。
WHOにおけるハンセン病の「制圧目標」を提言したのも湯浅である。1989年、湯浅はマニラで開催された西太平洋地域ハンセン病会議の準備に参加した。そこで慢性感染症対策地域アドバイザーのイ・ジョンウクと共に行った調査・議論から、「10年間で人口1万人に対し患者を1人未満にする」という目標を立てた。これはアメリカのカーヴィル療養所の化学療法の責任者ロバート・ジェイコブソンが持っていたパンフレットの「2010年までにアメリカ東部で結核のエリミネーション（制圧）を達成する」というタイトルに着想を得たものであったという。1991年にはWHOが正式に2000年末までに公衆衛生問題としてのハンセン病を制圧するための決議文を採択し、「制圧」の定義は「1万人に1人以下の有病率にすること」とされた。この目標は、世界的なレベルでは2000年末までに達成された。
2002年、年に一度ハンセン病対策に多大な貢献をした個人またはグループに贈られるダミアン・ダットン賞を受賞した。同賞はアメリカニューヨーク州の登録NPO法人であるダミアン・ダットンハンセン病支援協会から贈られるものである。

### 晩年
2005年には笹川記念保健協力財団の常任理事を退き、同財団顧問に就任した。
2011年11月の第12回ブラジルハンセン病学会に参加。1985年には122か国あったハンセン病未制圧国は、この時までにブラジル1か国を残すのみとなっていた（ブラジルは2024年4月現在も世界唯一の未制圧国である）。
2012年には顧問の立場も退き財団を離れる。
最晩年には、病床にあっても執筆を進めていた自叙伝の推敲を終え、2016年9月19日からの開催を目前に控えた第19回国際ハンセン病学会（北京）に寄せるメッセージを完成させた。
2016年9月7日、京都の自宅近くの病院にて家族が見守る中死去。90歳没。
自叙伝『My Family, My Life and My Work』は2017年8月に出版された。

## 略年譜
ここではハンセン病の日本国内および国際的な動向と湯浅の生涯を年譜にまとめる。湯浅自身の経歴に関して重複する記述の出典は#生涯を参照。
| 西暦   | できごと                                               |
| ------ | ------------------------------------------------------ |
| 1907年 | 「明治四十年法律第十一号（癩予防ニ関スル件）」制定     |
| 1926年 | 7月10日、京都にて湯浅洋誕生。12月25日、昭和に改元      |
| 1931年 | 「癩予防ニ関スル件」が改訂され「癩予防法」となる       |
| 1939年 | 東京府に移り自由学園に入学                             |
| 1945年 | 結核で榛名荘に入所。第二次世界大戦終結                 |
| 1946年 | 自由学園卒業                                           |
| 1947年 | 愛生園を初めて訪問                                     |
| 1947年 | コクランらがDDSをハンセン病治療に用い成果を上げる      |
| 1949年 | アマースト大学入学                                     |
| 1953年 | 日本に帰国                                             |
| 1953年 | らい予防法成立                                         |
| 1954年 | ICU入学                                                |
| 1956年 | アマースト大学卒業                                     |
| 1957年 | ICU卒業                                                |
| 1957年 | 岡山新良田教室で英語を教える                           |
| 1958年 | 第7回国際ハンセン病学会に事務局員として参加            |
| 1960年 | エディンバラ大学入学                                   |
| 1962年 | ブラウンらがCLFの有効性を見出す                        |
| 1965年 | エディンバラ大学医学部卒業                             |
| 1970年 | リースらがRFPの有効性を見出す                          |
| 1971年 | リヴァプール大学熱帯医学コース修了                     |
| 1972年 | 香港のイギリスハンセン病協会病院で勤務                 |
| 1973年 | ネパールのアナンダバンハンセン病院に赴任               |
| 1974年 | アナンダバンハンセン病院院長就任                       |
| 1974年 | 笹川記念保健協力財団が設立される                       |
| 1975年 | 帰国し財団医療部長に就任                               |
| 1980年 | 財団常任理事に就任                                     |
| 1981年 | WHOがMDTを標準療法として採択                           |
| 1988年 | 国際ハンセン病学会事務局長就任                         |
| 1989年 | 平成に改元                                             |
| 1991年 | WHOがハンセン病「制圧」目標を採択                      |
| 1993年 | 第14回国際ハンセン病学会（オーランド）にて学会長就任   |
| 1995年 | WHOがブリスターパックの無償配布を開始                  |
| 1996年 | らい予防法廃止                                         |
| 1998年 | 第15回国際ハンセン病学会（北京）開催                   |
| 2000年 | WHOハンセン病制圧目標達成                              |
| 2002年 | 第16回国際ハンセン病学会（サルバドール）にて学会長退任 |
| 2002年 | ダミアン・ダットン賞受賞                               |
| 2005年 | 財団顧問に就任                                         |
| 2012年 | 財団顧問退任                                           |
| 2016年 | 京都の自宅近くの病院にて90歳で死去                     |

## 人物
クリスチャンである。キリスト教への関心から、1946年に自由学園を卒業しアマースト大学へ留学するまでの間の3年間は、父八郎が総長を務めた同志社大学の神学部で非正規学生として授業をとり、キリスト教を学んでいた。信仰が仕事の原動力ではあるものの、奇蹟に頼ることはないと語っていた。
ハンセン病による公衆衛生上の問題や差別・偏見といった社会的な問題は人によって生み出された解決すべき問題であると考える一方、らい菌は人が創り出したものではないため、人の手で菌それ自体を根絶することには疑問を呈し、菌から学ぶことで利益を得ることもできるのではないかと考えていた。そうした観点から、各国際機関が掲げる宣言や目標の文言のニュアンスを注視しており、時に批判的な立場をとることもあった。
- 1989年に湯浅らが西太平洋地域ハンセン病会議（WPRO）で提唱し、1991年にWHOが採択したハンセン病の「制圧目標」においては、採択の過程で次のような文言の変更が行われた。

Elimination of leprosy as a major public health problem by the year 2000
（2000年までに主要な公衆衛生問題としてのハンセン病を制圧する） — WPRO
Elimination of leprosy as a public health problem by the year 2000
（2000年までに公衆衛生問題としてのハンセン病を制圧する） — WHO
湯浅はWHOがWPROに相談することなくこのように「major」を除去したことを問題視するコメントを残している。ハンセン病の症例が少数に抑えられているのであれば、HIVやポリオ、麻疹ワクチンの接種率といった他の重要な問題と比べて「主要な」公衆衛生問題とはならない可能性がある一方で、ハンセン病は感染症であり、かつ偏見や差別のような社会的問題を伴うという点で全てのハンセン病が「公衆衛生上の問題」を引き起こすのであり、「全く問題を引き起こさない」ことを示唆するのは不適切だと考えたのである。
- 1998年の第15回国際ハンセン病学会（北京）で採択された「ハンセン病のない世界へ向けて取り組む (“Working toward a world without leprosy.”)」というスローガンにも完全には納得しておらず、真に目指すべきは「ハンセン病に関する医療的・社会的問題がない世界 (a world without leprosy-related problems, both medical and social)」であると考え、発信していた[41]。

「ハンセン病のない世界」というのは、「ハンセン病による医療的・社会的問題のない世界」でなければなりません。そういう社会をつくっていく活動もまだまだ必要ですし、人間が生きてきた長い歴史のなかで、ハンセン病患者や回復者を差別し隔離するというような間違いを犯してきてしまったということを、ぜひ知ってほしいと思います。そして、人間が、二度とこのような間違いを繰り返さないようにするためにも、ハンセン病の歴史や記録をきちんと伝え残していくことが、これからますます重要になっていくと思いますね。 — 湯浅洋、2015年、「ハンセン病制圧活動サイト」のインタビューにて
公衆衛生の観点では、「無医療地区にハンセン病患者だけを探しに行くのではなく、結核など広く人々の健康の脅威である疾患にも同時に対応するべきだ」と主張していた。

## 家族・親族
父・湯浅八郎と母・湯浅清子（旧姓・鵜飼）の長男であり唯一の息子である。6歳下の妹がいるが、妹が6歳のときに脳腫瘍で亡くしている。国際基督教大学で出会った女性と1960年に結婚し、1972年に娘が1人誕生した。
- 父方祖父 - 湯浅治郎
- 父方祖母 - 湯浅初子
- 父方伯父 - 湯浅一郎
- 父方叔父 - 湯浅十郎、湯浅与三

- 母方祖父 - 鵜飼猛
- 母方伯父 - 鵜飼信成

## 著作
- 『A Life Fighting Leprosy』[46]

笹川記念保健協力財団により刊行されたスピーチ集・ライティング集。
ロンドン大学衛生熱帯医学大学院の感染症学教授ポール・ファインは2016年6月に刊行された『Leprosy Review』第87巻2号に本書の書評を寄稿している。
ファインは湯浅が取り組んだハンセン病制圧運動に関する記述について、各種宣言の文言の細かな意味合いや、関連する政策的影響に対する湯浅自身の見解の変化を記録していることに注目し、「ハンセン病コミュニティでこのテーマに対し継続的な関心が寄せられていることと、近年様々な疾患において制圧目標の設定が広がっていることを考えると、これらの考察は、ハンセン病分野のみならず公衆衛生全般に寄与する重要な貢献である」と評価した。
この書評は湯浅の病床に届けられ、湯浅自身も目を通している。
- 『My Family, My Life and My Work』[36]

晩年病床で執筆を進め、没後に出版された自叙伝。

## 受賞
- ダミアン・ダットン賞（ドイツ語版）（2002年）